# Gerrit de Graeff (1711-1752)

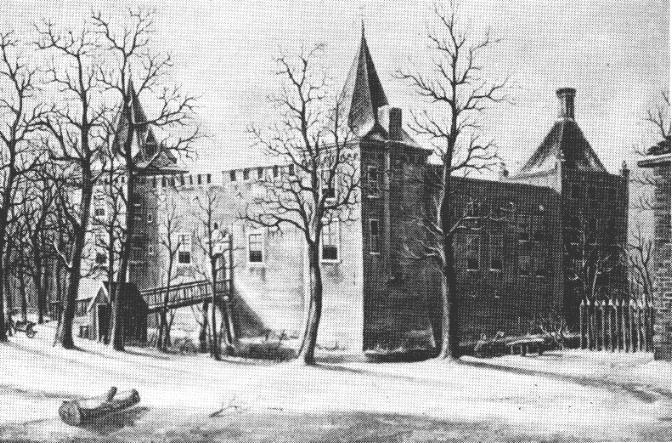
Slot Ilpenstein (Foto uit de tweede helft van de 19e eeuw)

Gerrit de Graeff, vrijheer van de heerlijkheid Zuid-Polsbroek en heer van Purmerland en Ilpendam (Amsterdam, 23 februari 1711 - Slot Ilpenstein, 10 november 1752) was een Nederlandse regent uit de 18e eeuw. Gerrit de Graeff, een lid van het geslacht De Graeff, stond bekend om zijn rijkdom en vanwege zijn gierigheid.

## Leven en werk

### Familie
Gerrit de Graeff was de enige zoon van de Amsterdamse regent Johan de Graeff en van Johanna Hooft en kleinzoon van Pieter de Graeff. De patricische familie waaruit hij geboren werd bewoonde een huis aan de Herengracht te Amsterdam en kasteel Ilpenstein, niet ver van Ilpendam. Gerrit de Graeff studeerde rechten te Leiden en promoveerde aldaar in 1732.
Hij was twee keer gehuwd. Zijn eerste echtgenote was Maria Elisabeth Sautijn (1709-1736), dochter van de Amsterdamse burgemeester Jan Sautijn (1680-1750) en Catharina Munster (1684-1768). Uit dit huwelijk werd Joan de Graeff geboren. Uit het huwelijk met Elisabeth Lestevenon (1716-1766), dochter van Abraham Lestevenon en Geertruid de Vroede, werden vijf kinderen geboren, twee stierven jong:
- Geertruid Joanna de Graeff (1740-1801), huwde met Isaac Ernst des H.R.Rijksbaron de Petersen (1737-1783) en met François Jacob van de Wall (1756-1834)
- Gerrit de Graeff (1741-1811), huwde met Christina van Herzeele (1748-1798)
- Elisabeth Jacoba de Graeff (1751-1802), huwde met Jan des H.R.Rijksbaron de Petersen (1745-1786)

Door zijn huwelijk met Elisabeth Lestevenon werd hij een zwager van Mattheus Lestevenon (1715-1797), de ambassadeur in Frankrijk, en een neef van Robert Collot d'Escury (1753-1834), lid Wetgevend Lichaam.

### Carrière
Gerrit de Graeff bekleedde meerdere functies, o.a.:
- schepen van Amsterdam (1739)
- kapitein der schutterij
- bewindhebber Vereenigde Oost-Indische Compagnie (van 1736 -1752)
- bewindhebber West-Indische Compagnie (van 1737-1752)
- commissaris van 't Zandpad in het Noorderkwartier
- directeur van de Sociëteit van Suriname (van 1748-1752)

De Graeff woonde op Herengracht 573, tegenwoordig het Tassenmuseum Hendrikje, maar verbleef meestal op zijn buitenplaats het Hof van Ilpendam. Het inkomen van De Graeff werd in 1742 geschat op jaarlijks 20.000 tot 22.000 gulden. Hij stond bekend om zijn zuinigheid en was niet bijzonder geliefd. Jacob Bicker Raye schreef in zijn dagboek van het overlijden van De Graeff:
Op 10 November is de Edl. Achtb. Heer Mr. Gerrit de Graeff, Vrijheer van Zuid Polsbroek, Heer van Purmerland en Ilpendam, na lange, zeer zware en ellendige pijnen te hebben uitgestaan, op een zeer jammerlijke wijze overleden. Hij was omtrent 43 jaar oud. Bij zijn eerste vrouw heeft hij een zoon en bij zijn tweede vrouw, die nog leeft, heeft hij diverse geprocureert (waarvan slechts drie den volwassen leeftijd bereikten). Hij laat een schat van gelt naar, dog was uytermaate suynig, beknibbelde ider ter alder scharpste, gunde een ander niets, benijdende een iders welvaart, en hat plisier om die geene, daar hij over gestelt was, haar inkomen en emolumente te besnoyje, bedisputeeren en te verminderen, sodat hij, na gedachte, van seer weinige, als hij niemandt goet deet (als zeer gedwongen) betreurt sal worden.
Gerrit de Graeff stierf op 12 november 1752 op kasteel Ilpenstein. Zijn grafkapel bevindt zich in de Hervormde kerk te Ilpendam.

### Rembrandts schilderij van Andries de Graeff
Gerrit de Graeff wordt verantwoordelijk gehouden voor de onderhandse verkoop aan Willem VIII van Hessen-Kassel (1682-1760) van het portret van Andries de Graeff, in 1639 door Rembrandt geschilderd. Het is bekend dat deze vorst een groot kunstverzamelaar was. Hij had o.a. in Amsterdam agenten die voor zijn collectie inkochten en hoge prijzen konden betalen. Zo kan Gerrit de Graeff in contact gekomen zijn met een van deze agenten, b.v. Anthony Rutgers, en hem tussen 1738 (de dood van zijn moeder Johanna Hooft) en 1749 voor een hoog bedrag de Rembrandt als anoniem portret verkocht hebben. De Graeff moet zeker geweten hebben, dat het een portret van een familielid, Andries de Graeff, was, maar kon het zich niet permitteren zijn familieportretten te verkwanselen. Zo zal vermoedelijk de transactie in stilte gesloten zijn en werd het portret anoniem. Wanneer Hendrik Pothoven tussen 1749 en 1759 tekeningen maakt naar portretten uit de collectie De Graeff voor prenten van Jacob Houbraken, tekent hij van Andries de Graeff het borstbeeld door Artus Quellinus, zodat het aannemelijk is dat de Rembrandt toen niet meer aanwezig was.